# درجة التأين

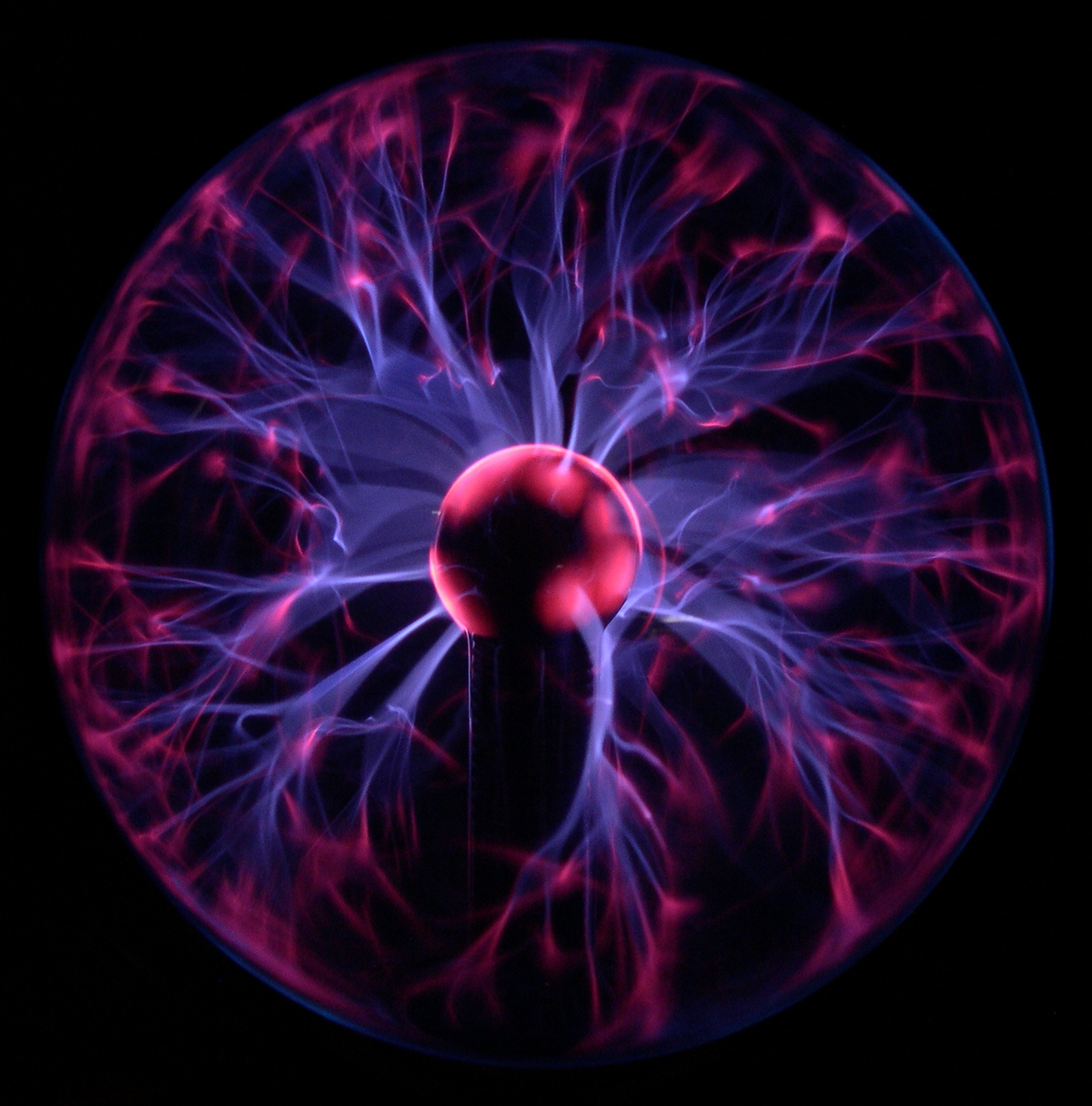

يشير مصطلح درجة التأين degree of ionization إلى نسبة الجزيئات المعتدلة (كالتي تكون موجودة مثلاً في غاز أو محلول مائي) التي قد تأينت إلى جزيئات مؤينة. إن درجة منخفضة من التأين يشار إليها بمصطلح تأين جزئي ودرجة عالية من التأين يشار إليها بمصطلح التأين الكامل.

## الاستخدام الكيميائي
تستخدم درجة التأين للتعبير عن قوة حمض ما، ويرمز لها بالحرف ألفا α. وتعرف على أنها النسبة بين عدد الجزيئات المؤينة والجزيئات الكلية المحلولة في الماء.

## الاستخدام الفيزيائي
تشير درجة التأين في الغاز والبلازما إلى نسبة الجزيئات المعتدلة التي قد تأينت إلى جزيئات مشحونة.